# Earl of Desart
Earl of Desart war ein erblicher britischer Adelstitel in der Peerage of Ireland.

## Verleihung und Geschichte des Titels
Der Titel wurde am 20. Dezember 1793 für Otway Cuffe, 1. Viscount Desart geschaffen. Zusammen mit dem Earldom wurde ihm der nachgeordnete Titel Viscount Castlecuffe verliehen. Bereits am 6. Januar 1781 war er in der Peerage of Ireland zum Viscount Desart, in the County of Kilkenny erhoben worden. Zudem hatte er bereits 1767 von seinem Bruder den Titel Baron Desart, in the County of Kilkenny, geerbt, der am 10. November 1733 in der Peerage of Ireland seinem Vater verliehen worden war.
Dem Urenkel des ersten Earls, Hamilton Cuffe, 5. Earl of Desart, wurde am 12. Mai 1909 zudem der Titel Baron Desart, of Desart in the County of Kilkenny, verliehen. Dieser Titel gehörte zur Peerage of the United Kingdom und war im Gegensatz zu den irischen Titeln mit einem Sitz im House of Lords verbunden. Da der 5. Earl keine männlichen Nachkommen hinterließ, erloschen alle genannten Titel bei seinem Tod am 4. November 1934.
Familiensitz der Earls war Desart Court (irisch Cúirt an Dísirt) im County Kilkenny. Das Anwesen brannte 1920 infolge eines Anschlags der IRA nieder.

## Liste der Barone Desart und Earls of Desart

### Barone Desart (1733)
- John Cuffe, 1. Baron Desart († 1749)
- John Cuffe, 2. Baron Desart (1730–1767)
- Otway Cuffe, 3. Baron Desart (1737–1804) (1781 zum Viscount Desart und 1793 Earl of Desart)

### Earls of Desart (1793)
- Otway Cuffe, 1. Earl of Desart (1737–1804)
- John Cuffe, 2. Earl of Desart (1788–1820)
- John Cuffe, 3. Earl of Desart (1818–1865)
- William Cuffe, 4. Earl of Desart (1845–1898)
- Hamilton Cuffe, 5. Earl of Desart (1848–1934)